# Tyree Washington
Tyree Washinghton (* 28. srpna 1976 Riverside, Kalifornie) je bývalý americký atlet, sprinter. Jeho specializací byl běh na 400 metrů a ve štafetě na 4 × 400 metrů.
Největším úspěchem pro něho byl zisk zlaté medaile na trati 400 metrů na MS v Paříži roku 2003. Již na světovém šampionátu v Athénách v roce 1997 vybojoval bronz. Kromě toho získal rovněž dvě zlaté medaile na halových šampionátech (Birmingham 2003, Moskva 2006) a dvě stříbrné medaile (200 m, 400 m) na Hrách dobré vůle v New Yorku v roce 1998.
Washington se také podílel na světovém rekordu ve štafetě na 4 × 400 metrů časem 2:54,20 minut, kterým v roce 1998 s dalšími členy štafety o 9 setin překonali někdejší rekord. O deset let později byl však tento rekord zrušen, protože dva členové štafety (Jerome Young a Antonio Pettigrew) byli usvědčeni z užití dopingu. Washington s Michaelem Johnsonem kvůli tomu o rekord přišli, přestože Johnson vlastní i platný předchozí rekord.

## Osobní rekordy
- 100 m – 10,41 s – 9. dubna 2005, Azusa
- 200 m – 20,09 s – 22. května 1999, Edwardsville
- 400 m – 44,28 s – 12. května 2001, Los Angeles